# Friidrott vid allafrikanska spelen 1987
De fjärde allafrikanska spelen genomfördes 1 – 12 augusti 1987 i Nairobi, Kenya. 
Sammanlagt utdelades 499 medaljer vid spelen varav 123 i friidrott. Medaljörerna i friidrott följer här – hemmanationen Kenya plockade hem inte mindre än 43 – mer än var tredje.
Fyra nya grenar lades till programmet för kvinnor:
- 3 000 meter
- 10 000  meter
- 400 meter häck och
- 5 km gång på bana.

## Resultat

### Herrar
100 meter

1 Chidi Imo, Nigeria, 10,10w

2 Eric Akogyiram, Ghana, 10,32w

3 Charles-Louis Seck,  Senegal, 10,33w

200 meter

1 Simeon Kipkemboi, Kenya, 20,90

2 John Myles-Mills, Ghana, 20,94

3 Eseme Ikpoto, Nigeria, 21,01

400 meter

1 Innocent Egbunike, Nigeria, 44,23

2 David Kitur, Kenya, 44,93

3 Moses Ugbusien, Nigeria, 45,35

800 meter

1 Billy Konchellah,  Kenya, 1.45,99

2 Stephen Marai, Kenya, 1.46,64

3 Dieudonné Kwizera, Burundi, 1.46,69

1 500 meter

1 Sisa Kirati,  Kenya, 3.39,40

2 Wilfred Kirochi, Kenya, 3.39,66

3 Joseph Chesire, Kenya, 3.39,84

5 000 meter

1 John Ngugi, Kenya, 13.31,87

2 Paul Kipkoech,  Kenya, 13.36,32

3 Peter Koech, Kenya, 13.44,94

10 000 meter

1 Paul Kipkoech, Kenya, 28.34,77

2 Abebe Mekonnen, Etiopien, 28.58,70

3 Some Muge, Kenya, 28.59,96

Maraton

1 Belayneh Dinsamo, Etiopien, 2:14.47

2 Dereje Nedi, Etiopien, 2:15.27

3 Kebede Balcha, Etiopien, 2:16.07

3 000 meter hinder

1 Patrick Sang, Kenya, 8.33,69

2 Joshua Kipkemboi, Kenya, 8.45,94

3 Astère Havugiyarémye,  Burundi, 8.57,19

110 meter häck

1 Judex Lefou,  Mauritius, 14,11

2 Gideon Yego, Kenya, 14,24

3 René Djédjémel Mélédjé, Elfenbenskusten,  14,30

400 meter häck

1 Amadou Dia Bâ, Senegal, 48,03

2  Shem Ochako, Kenya, 48,97

3 Henry Amike, Nigeria, 49,08

Höjdhopp

1 Othmane Belfaa,  Algeriet, 2,19

2 Asmir Okoro,  Nigeria, 2,16

3 Paul Ngadjadoum, Tchad, 2,16

Stavhopp

1 Choukri Abahnin, Tunisien, 4,85

2 Abdelatif Chekir, Tunisien, 4,75

3 Sami Si Mohamed, Algeriet, 4,70

Längdhopp

1 Paul Emordi,  Nigeria, 8,23

2 Yusuf Alli,  Nigeria, 8,18w

3 Joseph Kio,  Nigeria, 7,96

Tresteg

1 Francis Dodoo, Ghana, 17,12

2 Joseph Taiwo, Nigeria, 16,90w

3 Toussaint Rabenala, Madagaskar, 16,35

Kula

1Adewale Olukoju, Nigeria, 18,13

2 Martin Mélagne, Elfenbenskusten, 17,89

3 Ahmed Mohamed Ashoush,  Egypten, 17,85

Diskus

1 Adewale Olukoju,  Nigeria, 56,50

2 Mohamed Naguib Hamed, Egypten, 56,08

3 Hassan Ahmed Hamad, Egypten, 55,84

Slägga

1 Hakim Toumi, Algeriet, 70,10

2 Yacine Louail,  Algeriet, 63,66

3 Ahmed Ibrahim Taha, Egypten, 57,52

Spjut

1 Justin Arop, Uganda, 73,42

2 Zakayo Malekwa,  Tanzania, 72,32

3 George Odera,  Kenya, 71,30

Tiokamp

1 Ahmed Mahour Bacha,  Algeriet, 7 104

2 Mbanefo Akpom,  Nigeria, 6 979

3 Geoffrey Seurey,  Kenya, 6 918

20 km gång

1 Shemsu Hassan, Etiopien, 1:35.57

2 William Sawe,  Kenya, 1:42.30

3 Mutisya Kilonzo,  Kenya, 1:43.04

4 x 100 meter

1 Nigeria, 39,06

2 Kenya, 39.64

3 Senegal, 39.70

4 x 400 meter

1 Nigeria, 3.00,55

2 Kenya, 3.01,00

3 Burundi, 3.06,91

### Damer
100 meter

1 Tina Iheagwam, Nigeria, 11,32

2 Falilat Ogunkoya, Nigeria, 11,43

3 Mary Onyali, Nigeria, 11,47

200 meter

1 Mary Onyali, Nigeria, 22,66

2 Falilat Ogunkoya, Nigeria, 22,95

3 Tina Iheagwam, Nigeria, 23,56

400 meter

1 Francisca Chepkurui, Kenya, 51,99

2 Geraldine Shitandayi, Kenya, 52,07

3 Mercy Addy,  Ghana, 52,35

800 meter

1 Selina Chirchir,  Kenya, 2.03,22

2 Florence Wanjiru, Kenya, 2.03,77

3 Mary Chemweno, Kenya, 2.04,34

1 500 meter

1 Selina Chirchir,  Kenya, 4.13,91

2 Susan Sirma, Kenya, 4.14,12

3 Evelyn Adiru,  Uganda, 4.17,87

3 000 meter

1 Susan Sirma,  Kenya, 9.19,20

2 Hellen Kimaiyo,  Kenya |9.21,50

3 Nata Nangae,  Tanzania, 9.31,17

10 000 meter

1 Leah Malot,  Kenya, 33.58,15

2 Marcianne Mukamurenzi,  Rwanda, 33.58,55

3 Mary Kirui,  Kenya, 34.12,21

100 meter häck

1 Maria Usifo,  Nigeria, 13,29

2 Dinah Yankey,  Ghana, 13,73

3 Nacèra Zaaboub,  Algeriet, 13,80

400 meter häck

1 Maria Usifo,  Nigeria, 55,72

2 Rose Tata-Muya, Kenya, 55,94

3Zewde Haile Mariam, Etiopien, 57,60

Höjdhopp

1 Awa Dioum-Ndiaye,  Senegal, 1,80

2 Nacèra Zaaboub,  Algeriet, 1,70

3 Constance Sengho, Senegal, 1,73

Längdhopp

1 Beatrice Utondu,  Nigeria, 6,45

2 Comfort Igeh,  Nigeria, 6,19

3 Albertine Koutouan, Elfenbenskusten,  6,05

Kula

1 Elizabeth Olaba,  Kenya, 15,30

2 Aïcha Dahmous,  Algeriet, 13,84

1 Martha Atieno,  Kenya, 12,81

Diskus

1 Jeanne Ngo Minyemeck, Kamerun,  46,20

2 Hanan Ahmed Khaled,  Egypten, 45,12

3 Aïcha Dahmous,  Algeriet, 44,80

Spjut

1 Samia Djémaa,  Algeriet, 53,30

2 Seraphina Nyauma,  Kenya, 51,60

3 Matilda Kisava,  Tanzania, 47,02

Sjukamp

1 Yasmina Azzizi,  Algeriet, 5 663

2 Nacèra Zaaboub, Algeriet, 5 565

3 Frida Kiptala,  Kenya, 4 939

5 000 m bana, gång

1 Agnetha Chelimo, Kenya,  25.38,91

2 |Valeria Ndaliro,  Kenya, 25.41,15

3 Monica Akoth, Kenya, 26.03,35

4 x 100 meter

1 Nigeria, 43,44

2 Ghana, 44,43

3 Kenya, 45,24

4 x 400 meter

1  Nigeria, 3.27,00

2 Kenya , 3.28,94

3 Uganda, 3.34,41

| Medaljfördelning |                 |      |        |       |        |
| Plats            | Land            | Guld | Silver | Brons | Totalt |
| 1                | Nigeria         | 14   | 7      | 6     | 27     |
| 2                | Kenya           | 13   | 18     | 12    | 43     |
| 3                | Algeriet        | 5    | 4      | 3     | 12     |
| 4                | Etiopien        | 2    | 2      | 2     | 6      |
| 5                | Senegal         | 2    | 0      | 3     | 5      |
| 6                | Ghana           | 1    | 4      | 1     | 6      |
| 7                | Tunisien        | 1    | 1      | 0     | 2      |
| 8                | Uganda          | 1    | 0      | 2     | 3      |
| 9                | Kamerun         | 1    | 0      | 0     | 1      |
|                  | Mauritius       | 1    | 0      | 0     | 1      |
| 11               | Egypten         | 0    | 2      | 3     | 5      |
| 12               | Elfenbenskusten | 0    | 1      | 2     | 3      |
|                  | Tanzania        | 0    | 1      | 2     | 3      |
| 14               | Rwanda          | 0    | 1      | 0     | 1      |
| 15               | Burundi         | 0    | 0      | 3     | 3      |
| 16               | Tchad           | 0    | 0      | 1     | 1      |
|                  | Madagaskar      | 0    | 0      | 1     | 1      |